# Friedrich Alexander Buhse
Friedrich Alexander Buhse (Riga, 30 de novembro de 1821 – 29 de dezembro de 1898) foi um botânico da Letónia. O gênero botânico Buhsia tem este nome em sua homenagem.
A partir de 1840, ele estudou botânica nas universidades de Dorpat, Berlim e Heidelberg, recebendo seu Ph.D, em 1843. Em 1847-49, com Pierre Edmond Boissier, ele coletou plantas na Transcaucásia e na Pérsia. Em 1852 ele se tornou um membro correspondente da Société linnéenne de Lyon.
Com Boissier, ele circunscreveu muitas espécies de plantas. O gênero botânico Buhsia (família Capparaceae) foi nomeado em sua homenagem por Alexander Bunge.

## Trabalhos selecionados
- Ueber den Fruchtkörper der Flechten (Lichines), 1846 - Sobre os corpos frutíferos dos líquenes.
- Bergreise von Gilan nach Asterabad, 1849 - Viagem de montanha em Gilan perto de Asterabad.
- Nachrichten über drei pharmacologischwichtige Pflanzen und über die grosse Salzwüste em Persien, 1850 - Em três importantes plantas farmacológicas e no grande deserto de sal na Pérsia.
- Aufzählung der auf einer Reise durch Transkaukasien und Persien gesammelten Pflanzen, (com Pierre Edmond Boissier), 1860 - Lista de plantas coletadas na viagem pela Transcaucásia e Pérsia.
- Liste der Gefässpflanzen des Alburs und der Kapischen Südküste, 1899 - Lista de plantas vasculares de Alborz e da costa sul do Cáspio.
- Die flora des Alburs und der Kaspischen Südküste (com C. Winkler), 1899 - A flora de Alborz e da costa sul do Cáspio.[5]